# Gilbert Walker
Sir Gilbert Thomas Walker (ur. 14 czerwca 1868 w Rochdale, zm. 4 listopada 1958 w Coulsdon) – brytyjski matematyk i meteorolog. Jego nazwiskiem nazwana jest komórka Walkera.
Wykrył i opisał zjawisko oscylacji południowej, odpowiedzialnej za El Niño, wprowadził też pojęcia oscylacji północnoatlantyckiej i północnopacyficznej. Był pionierem sezonowych prognoz pogody.
W 1904 został członkiem Royal Society. Od 1905 był członkiem Royal Meteorological Society; w 1923, 1924 i 1928 był wiceprezesem, a w 1926 i 1927 prezesem tego stowarzyszenia.